# Chiara Parisi

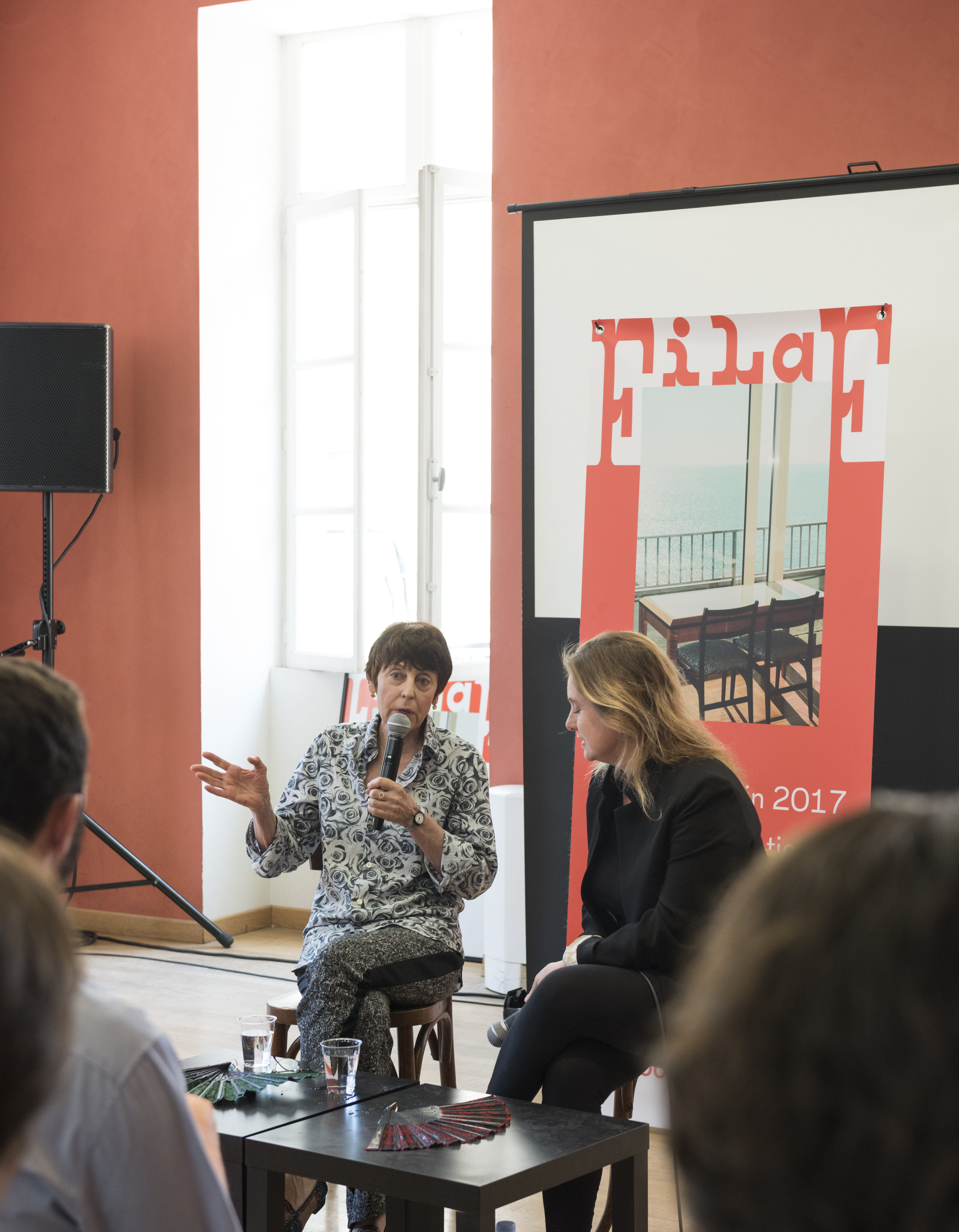
Chiara Parisi (rechts) während der Festival international du livre d'art et du film (FILAF, 2017)

Chiara Parisi (* 1970 in Rom) ist eine französisch-italienische Kunsthistorikerin.

## Leben
Parisi leitete von 2004 bis 2011 den Centre international d’art et du paysage de Vassivière in Vassivière. Anschließend betreute sie von 2011 bis 2016 das Kulturprogramm für die staatlichen Münzprägeanstalt Monnaie de Paris in Frankreich, mit Kunstwerke von Marcel Broodthaers, Maurizio Cattelan, Jannis Kounellis und Paul McCarthy. Danach bis Anfang Dezember 2019 war Parisi noch in der Villa Medici der Académie de France in Rom beschäftigt.
Seit dem 2. Dezember 2019 leitet sie das Centre Pompidou-Metz. Sie war Nachfolgerin von Emma Lavigne, die in das Palais de Tokyo in Paris wechselte. Die Direktionszeit von Parisi in Metz soll im Dezember 2024 zu Ende gehen.